# Ich dachte, bis dahin bin ich tot
Ich dachte, bis dahin bin ich tot: Meine Zeit als RAF-Terroristin und mein Leben danach ist die Autobiografie der ehemaligen RAF-Terroristin Silke Maier-Witt, die sie zusammen mit André Groenewoud veröffentlichte. Sie erschien im Februar 2025 im Verlag Kiepenheuer & Witsch.

## Inhalt
In ihrer Autobiografie schildert Silke Maier-Witt ihren Weg von einer politisch engagierten jungen Frau zur Terroristin der Roten Armee Fraktion (RAF) und ihren späteren Neuanfang. Geboren 1950 in Nagold, wuchs Maier-Witt in Hamburg auf. Am 7. April 1977, dem Tag des Attentats auf Generalbundesanwalt Siegfried Buback, schloss sie sich der RAF an und ging in den Untergrund. Während des Deutschen Herbstes 1977 war sie maßgeblich an der Entführung von Arbeitgeberpräsident Hanns Martin Schleyer beteiligt. Sie erkundete dessen Fahrtroute, unterstützte logistisch und gehörte zum innersten Kreis der RAF, der Schleyer in Köln entführte und dabei vier seiner Begleiter tötete. Ein Banküberfall der RAF, bei dem eine unbeteiligte Frau erschossen wurde, führte bei Maier-Witt zu wachsender Kritik an der Gewalt der Gruppe. Sie entschied sich, die RAF zu verlassen, und tauchte mit Unterstützung der DDR-Staatssicherheit in der DDR unter, wo sie ein neues, bürgerliches Leben begann. Nach dem Fall der Mauer und der Wiedervereinigung wurde sie verhaftet und in die Bundesrepublik überstellt. 1991 verurteilte man sie wegen ihrer Beteiligung an der Schleyer-Entführung zu zehn Jahren Haft. Nach ihrer vorzeitigen Entlassung 1995 absolvierte sie eine Ausbildung zur Friedensfachkraft und lebt heute vorwiegend in Nordmazedonien.

## Kritik
„Auch wenn es keine neuen Enthüllungen enthält, gehört Maier-Witts Biografie zu den wichtigsten Büchern über die RAF. Der Text ist allerdings deutlich mehr als ein geschichtliches Dokument. Er ist ein Buch über Schuld und Sühne, ein schmerzhaft ehrliches Buch.“

„Für manchen Leser mag es schwer verdaulich sein, wenn Silke Maier-Witt ein reuevolles Gespräch mit dem Sohn von Hanns Martin Schleyer schildert oder zum Gewaltverzicht aufruft – und eben auch die Bindekraft ihrer Vergangenheit verstehen will. Aber das spricht dafür, dass ihre Erinnerungsarbeit authentisch ist. Ihre Autobiographie ist die Geschichte eines RAF-Mitglieds und daher nicht verallgemeinerbar. Doch sie macht psychologische Mechanismen und Ambivalenzen sichtbar, die auch für andere Personen im RAF-Umkreis kennzeichnend sein dürften. Eine Chronologie, kurze Personenprofile und Erinnerungen von Zeitzeugen sowie eine Spurensuche nach anderen Ex-Terroristen tragen im Buch zum Verständnis des Hintergrunds bei.“

## Sonstiges
Anlässlich der Veröffentlichung ihrer Autobiografie traf Silke Maier-Witt in der Ausgabe der ZDF-Talkshow Markus Lanz vom 20. März 2025 auf Jörg Schleyer, den Sohn von Hanns Martin Schleyer, an dessen Ermordung sie beteiligt war.